# Manuel Gmelin de chimie minérale
La base de données Gmelin est une grande base de données de composés organométalliques et inorganiques mise à jour tous les trimestres. Elle est basée sur la publication allemande Gmelins Handbuch der anorganischen Chemie ("Gmelin's Handbook of Inorganic Chemistry") qui a été initialement publiée par Leopold Gmelin en 1817 ; la dernière édition imprimée, la 8e, est parue dans les années 1990.
La base de données contient actuellement chaque composé / réaction découvert entre 1772 et 1995, soit 1,5 million de composés et 1,3 million de réactions différentes, avec plus de 85 000 titres, mots-clés et résumés. Elle possède plus de 800 champs de données différents sur des sujets tels que les informations électriques, magnétiques, thermiques, cristallines et physiologiques des composés.
La base de données Gmelin est gérée par Elsevier MDL. Il s'agit de la base de données sœur de la base de données Beilstein, qui traite des produits chimiques organiques et des réactions ; les deux font désormais partie du système Reaxys .